# 11876 Doncarpenter
11876 Doncarpenter è un asteroide della fascia principale. Scoperto nel 1990, presenta un'orbita caratterizzata da un semiasse maggiore pari a 2,4307567 UA e da un'eccentricità di 0,1557293, inclinata di 5,39596° rispetto all'eclittica.